# Robinson (Texas)
Robinson is een plaats (city) in de Amerikaanse staat Texas, en valt bestuurlijk gezien onder McLennan County.

## Demografie
Bij de volkstelling in 2000 werd het aantal inwoners vastgesteld op 7845.
In 2006 is het aantal inwoners door het United States Census Bureau geschat op 9716, een stijging van 1871 (23,8%).

## Geografie
Volgens het United States Census Bureau beslaat de plaats een oppervlakte van
81,7 km², geheel bestaande uit land. Robinson ligt op ongeveer 151 m boven zeeniveau.

## Plaatsen in de nabije omgeving
De onderstaande figuur toont nabijgelegen plaatsen in een straal van 12 km rond Robinson.